# Trần Vĩnh Kỳ
Trần Vĩnh Kỳ (tiếng Trung giản thể: 陈永奇, bính âm Hán ngữ: Chén Yǒngqí, sinh tháng 11 năm 1967, người Hán) là chính trị gia nước Cộng hòa Nhân dân Trung Hoa. Ông là Ủy viên dự khuyết Ủy ban Trung ương Đảng Cộng sản Trung Quốc khóa XX, hiện là Phó Bí thư chuyên chức Khu ủy, Phó Bí thư Đảng tổ, Phó Chủ tịch thường vụ Tây Tạng. Ông từng là Bộ trưởng Bộ Tổ chức Khu ủy Tây Tạng; Phó Tỉnh trưởng Sơn Tây.
Trần Vĩnh Kỳ là đảng viên Đảng Cộng sản Trung Quốc, học vị Cử nhân Toán học, Thạc sĩ Kinh tế học, Tiến sĩ Triết học. Ông có sự nghiệp hơn 25 năm công tác ở quê nhà Sơn Tây trước khi được điều tới Tây Tạng

## Xuất thân và giáo dục
Trần Vĩnh Kỳ sinh vào tháng 11 năm 1967 tại huyện Hoài Nhân, nay là thành phố cấp huyện thuộc địa cấp thị Sóc Châu, tỉnh Sơn Tây, Cộng hòa Nhân dân Trung Hoa. Ông lớn lên và tốt nghiệp cao trung ở Hoài Nhân, thi cao khảo vào năm 1985 và đỗ Đại học Sư phạm Sơn Tây, tới thủ phủ Thái Nguyên và nhập học hệ số học từ tháng 9 cùng năm và tốt nghiệp cử nhân chuyên ngành này vào tháng 8 năm 1989. Sau đó, ông tới thành phố Đại Liên theo học chương trình nghiên cứu sinh toàn thời gian ở Sở nghiên cứu kinh tế của Đại học Tài chính Kinh tế Đông Bắc về kinh tế lượng, nhận bằng Thạc sĩ Kinh tế học vào thán 7 năm 1992. Sau đó 10 năm, ông là nghiên cứu sinh tại Trung tâm Triết học khoa học kỹ thuật tại Đại học Sơn Tây, trở thành Tiến sĩ Triết học vào tháng 7 năm 2006. Trần Vĩnh Kỳ được kết nạp Đảng Cộng sản Trung Quốc vào tháng 12 năm 1985 khi là sinh viên năm nhất của Sư phạm Sơn Tây.

## Sự nghiệp

### Sơn Tây
Tháng 7 năm 1992, sau 7 năm học ở Thái Nguyên và Đại Liên, Trần Vĩnh Kỳ được phân ở lại Liêu Ninh làm chuyên viên ngạch khoa viên của Cục Phát triển kinh tế của Khu Khai phát Đại Liên. Ông công tác ở đây gần 1 năm thì trở lại với Sơn Tây công tác ở Văn phòng nghiên cứu Chính sách tỉnh, lần lượt nâng ngạch là phó chủ nhiệm rồi chủ nhiệm khoa viên, được bổ nhiệm làm Trợ lý Điều nghiên viên từ tháng 7 năm 1997. Tháng 3 năm 1998, ông nhậm chức Phó Trưởng phòng Công nghiệp của Văn phòng nghiên cứu Chính sách, thăng chức Trưởng phòng từ tháng 2 năm 2000, rồi chuyển chức làm Trưởng phòng Tài chính thương mại từ tháng 8 năm 2004. Vào cuối năm 2006, Trần Vĩnh Kỳ được thăng chức làm Phó Chủ nhiệm Văn phòng nghiên cứu Chính sách, đến tháng 3 năm 2008 thì chuyển sang Văn phòng nghiên cứu của Chính phủ Nhân dân tỉnh Sơn Tây làm Phó Chủ nhiệm thường vụ, tiếp tục thăng chức là Chủ nhiệm văn phòng này, và là Phó Tổng thư ký Chính phủ tỉnh từ tháng 4 năm 2009.
Tháng 1 năm 2011, Trương Vĩnh Kỳ được phân công là Thành viên Đảng tổ Chính phủ Sơn Tây, là Bí thư Đảng tổ Sảnh Văn phòng, Tổng thư ký Chính phủ tỉnh từ tháng 3, rồi kiêm nhiệm là Chủ nhiệm Văn phòng Quản lý Ứng phó khẩn cấp của tỉnh từ tháng 5 cùng năm. Tháng 2 năm 2013, ông được điều về địa cấp thị Dương Tuyền nhậm chức Phó Bí thư Thị ủy, Thị trưởng, rồi thăng chức là Bí thư Thị ủy từ tháng 11 năm 2015. Ở Dương Tuyền 5 năm cho đến tháng 1 năm 2018 thì ông được điều lên làm Phó Tỉnh trưởng Sơn Tây, Thành viên Đảng tổ Chính phủ tỉnh..

### Tây Tạng
Tháng 1 năm 2019, Trần Vĩnh Kỳ được điều tới Tây Tạng, được chỉ định vào Ủy ban Thường vụ Khu ủy, phân công là Bộ trưởng Bộ Tổ chức Khu ủy Tây Tạng. Đến ngày 21 tháng 10 năm 2021, ông giữ chức Phó Bí thư chuyên chức Khu ủy, đồng thời cũng là Phó Bí thư Đảng tổ, được bầu làm Phó Chủ tịch thường vụ Chính phủ Nhân dân khu tự trị Tây Tạng. Cuối năm 2022, ông là đại biểu của đoàn Tây Tạng dự Đại hội Đảng Cộng sản Trung Quốc lần thứ XX. Trong quá trình bầu cử tại đại hội, ông được bầu là Ủy viên dự khuyết Ủy ban Trung ương Đảng Cộng sản Trung Quốc khóa XX.